# Museo Provincial Coronel Simón Reyes Hernández
El Museo Provincial Coronel Simón Reyes Hernández se encuentra instalado en el edificio más emblemático de la arquitectura colonial avileña, donde radicó la Comandancia de la Trocha Militar de Júcaro a Morón perteneciente al ejército español a finales del siglo XIX. Ofrece al visitante, en sus seis salas expositivas, una panorámica para conocer y aquilatar los elementos más significativos de las raíces históricas y culturales del territorio.

## Arquitectura
Inmueble exponente de la arquitectura del siglo XIX avileño. Planta en forma de “C” con un patio interior dividido por una construcción rectangular de características tipológicas similares a las del cuerpo principal.
En uno de sus patios existe un gran aljibe en el cual confluyen todas las aguas pluviales colectadas a partir de la segunda crujía; cada una de las tres galerías de la planta posee dos crujías.
Gruesos muros de tercio y piedra (diorita) sostienen un techado de madera y tejas criollas. Grandes tirantes sirven de cierre ente los muros paralelos, y además de esta función le impregnan una sobria elegancia a la cubierta.
Los pisos de mosaico con motivos vegetales y geométricos se conservan originales solo en un pequeño espacio del interior. La entrada principal de vano ancho adintelado; con puerta de dos hojas y postigos de arcos rebajados.
Siete enormes ventanas, plegables, con postigos, lucetas y sencillas rejas, contribuyen a la iluminación de los grandes salones.
Portales exteriores e interiores permiten la circulación protegida de la lluvia y el sol.

## Historia
El Museo Provincial de Ciego de Ávila se inauguró oficialmente el 13 de marzo de 1983 en cumplimiento de la Ley n.º 23 de los Museos Municipales.
Su sede fue el antiguo Instituto de Segunda Enseñanza, inmueble de gran valor histórico, no solo por su arquitectura, sino por su relación con hechos y personalidades de la historia de Cuba y Ciego de Ávila.

Su materialización fue el resultado de meses de trabajo en la recolección, que en un principio, llevados por la premura y la inexperiencia fue de manera abierta, y solo objetos relacionados con nuestra historia. Así estarían compuestas sus colecciones inicialmente. Luego se fueron adicionando nuevas temáticas: Historia Natural, Artes Decorativas, y finalmente Cultos Sincréticos.
A finales de la década de 1990 la Dirección Provincial de Patrimonio concibió la idea de permutar la sede del museo por tres inmuebles de mayores valores arquitectónicos y urbanísticamente mejor posicionados. Un inmueble se convertiría en Museo de Artes Decorativas, otro en sede del Centro Provincial de Patrimonio y el último en Museo Provincial.
Se escogió para este último un inmueble de alto valor arquitectónico del siglo XIX, donde radicó la Comandancia Militar de la Trocha de Júcaro a Morón. En la actualidad, el valor histórico-artístico del inmueble es aprovechado en el discurso museológico, y los hechos relacionados, sus fabulosos techos y gruesos muros, cobran protagonismo durante el recorrido del visitante.
Después de una ardua y meticulosa restauración del inmueble y de un novedoso y funcional montaje, abrió el museo sus puertas el 27 de diciembre de 2006, ahora con la denominación de “Museo Provincial Coronel Simón Reyes Hernández”. Su nombre es un justo homenaje a este insigne patriota avileño de las dos guerras independentistas, quien por su habilidad y coraje en las acciones realizadas en la zona de la Trocha se ganó el epíteto de “Águila de la Trocha”.
Teniendo en cuenta la función militar que tuvo anteriormente el inmueble, posteriormente se colocaron a ambos lados de la entrada principal dos esculturas que representan una pareja de soldados españoles de la época colonial realizando su tradicional servicio de guardia. Esta obra estuvo a cargo del destacado artista plástico avileño José Ramón Benítez Vieito.

## Salas Expositivas
El museo cuenta con seis salas de exposiciones. En la Sala de Arqueología se realiza un recorrido por las valiosas colecciones de Arqueología mesoamericana y Aborigen cubana, destacándose las piezas del área arqueológica “Los Buchillones”, sitio excepcional, localizado al noroeste de la provincia.
Es este uno de los sitios arqueológicos más interesantes del Caribe insular dada sus abundantes e insólitas evidencias en madera. Desde el punto de vista museográfico se destaca el foso, donde se simula una excavación, y se exponen las evidencias, una parte de ellas tal y como aparecieron bajo agua a finales de los noventa del siglo XX.
La Sala de Colonia ofrece pinceladas de la economía y la política avileñas en el siglo XIX. Además de objetos pertenecientes a participantes en las guerras independentistas, puede apreciarse mediante una detallada maqueta la Trocha Militar de Júcaro a Morón, uno de los enclaves defensivos más importantes erigidos por España en América.
Una pieza significativa en esta sala es el revólver perteneciente al Coronel Simón Reyes Hernández.
En la Sala de República se muestra el desarrollo económico y social alcanzado en esa etapa, las luchas obreras y estudiantiles por la definitiva liberación nacional, y objetos pertenecientes a algunos de sus mártires. Sobresalen en ella la participación de la juventud avileña en las acciones posteriores al golpe militar del 10 de marzo de 1952.
En sus vitrinas se muestran objetos personales de los mártires Raúl CervantesyRicardo Pérez Alemán, y el combatiente del Ejército RebeldeRoberto León, entre otros.
Da paso esta sala a la exposición de los logros revolucionarios alcanzados a partir de 1959.
En la Sala de los Logros Revolucionarios se recuerda a personalidades de todas las esferas de la vida social, entre ellos el teniente del Ejército RebeldeEnrique Olivera, impulsor de la Ley de Reforma Agraria en la Región de la Trocha.
La Campaña de Alfabetización de 1961, la participación del pueblo avileño en las misiones internacionalistas, son otras de las temáticas reflejadas en esta sala. También se recogen documentos que acreditan a la ciudad como “Capital de la Locución Cubana”.
Se muestran objetos pertenecientes a figuras descollantes de la vida avileña, como la concertista Ñola Sahig;Javier Vilardel, primer director de la Banda municipal de Conciertos; el levantador de pesas Pastor Rodríguez, la tenista de mesaMarisel Ramírez, y otros.
Cierra el área de exposición permanente la colección relacionada con las religiones cubanas de origen africano, con exponentes rituales de las Regla de Ochay Conga o Palo Monte, expresiones culturales estas practicadas en la región avileña.
También se incluye una pequeña representación del Espiritismo.
Sobresale en esta sala, por lo vistoso, el trono dedicado a la orishaYemayá.
Una importante área ocupa la Sala Transitoria, donde se exhiben periódicamente obras de artistas locales y nacionales, y otras exposiciones de interés general.
Uno de los objetivos de esta sala es dar a conocer piezas pertenecientes a la colección del museo que no forman parte de las muestras permanentes.
Otro de sus objetivos es el intercambio de exposiciones con otros museos del país.
Se destacan en los últimos tiempos, el vínculo con museos pertenecientes a la Oficina del Historiador de La Habana.

## Patio de La Campana
En esta área interior se exhibe la campana perteneciente a la famosa locomotora “La Cuenca”, de las tropas coloniales españolas destacadas en el sistema defensivo de la Trocha de Júcaro a Morón, y que fue descarriladacerca del poblado de Júcaropor el coronel Simón Reyes, el “Águila de La Trocha”, en 1896.
En el lugar, a cielo abierto, se celebran numerosas actividades con la participación de la comunidad.
Es tradición que las actividades allí comiencen tras escucharse el tañido de esta reliquia. El honor de hacer sonar la campana se le concede a alguna personalidad invitada.
Un mural de cerámica, del artista avileño Darling Astengo, recrea la acción del descarrilamiento, y un discreto espacio del patio está dedicado a la muestra de elementos arquitectónicos, fundamentalmente de la etapa de la Colonia.

## Actividades Principales
El Museo Provincial Coronel Simón Reyes Hernández desarrolla anualmente dos importantes eventos. Uno de ellos es la entrega de la DistinciónOrnofay, que se realiza cada año, en la noche del 29 de octubre, vísperas de la fecha de demarcación del hato que daría origen a Ciego de Ávila, ocurrida en 1577.
La distinción se entrega a personas y colectivos que han sobresalido por sus resultados en la protección y difusión del Patrimonio Avileño.
Esta distinción se ha entregado ininterrumpidamente desde 1996. Hasta 2013 la han recibido numerosas personalidades e instituciones, entre otrosAda Mirtha Cepeda, Ángel Lázaro Sánchez y Eusebio LealSpengler.

Otra de las más importantes actividades que auspicia la institución es el Evento Provincial de Investigadores del Patrimonio Cultural, destinado a promover y estimular las investigaciones locales. Este se realiza en el mes de septiembre, como homenaje a los caídos en la Emboscada de Pino Tres en Camagüey, el 27 de septiembre de 1958, suceso donde perdieronla vida jóvenes combatientes oriundos del territorio.
En el evento se presentan ponencias con temáticas tales como “Museología y museografía”, “Estudio de Personalidades”, “Hechos Históricos”, “Patrimonio material e inmaterial“ y “Proyectos Socioculturales relacionados con el Patrimonio”.

## Actividades regulares
La institución no se limita a la labor expositiva, sino que a tono con las concepciones más actuales sobre la función de los museos, organiza sistemáticamente actividades destinadas a los distintos públicos. Cuenta con los siguientes espacios fijos, todos ellos de frecuencia al menos mensual: Historia e Identidad: Para historiadores y público en general.Baúl de la Fantasía: Participan niños de las escuelas primarias de la ciudad y otros municipios de la provincia. Dirigido al afianzamiento de la enseñanza de la Historia local, hábitos ciudadanos y sentimientos patrióticos y morales. Cuenta con la colaboración y coauspicio de diferentes grupos de Teatro Infantil.

Patio de los abuelos: Dedicado al adulto mayor.Peña Espelunca. Para amantes de la Espeleología y actividades afines.Cosas que decir: Para público general, donde se abordan temas científicos, culturales, históricos.Historia y Cultura: Se abordan temas de la historia local y lacultura avileña en general, con participación popular.

## Reconocimientos
Por los resultados de su labor, el Museo Provincial Coronel Simón Reyes Hernández ha recibido numerosos estímulos y distinciones.
Entre ellas se destacan la Distinción Juan MarinelloVidaurreta y el Sello 60 Aniversario de la CTC.
En 2009 se le entregó la Réplica del Machete del coronel Simón Reyes Hernández, máxima condecoración que otorga la Asamblea Provincial del Poder Popular a instituciones que hayan contribuido con sus aportes a engrandecer la obra de desarrollo de Ciego de Ávila.

Como reconocimiento a su sostenida labor la UNHIC lo hizo sede en el 2010 de las actividades del XX Congreso Nacional de Historia.
Ha recibido además las distinciones “Emilio BacardíMoreau”, concedida por la UNHIC en 2012, así como en 2013 la “Ciudad de los Portales” otorgada por la Dirección Provincial de Cultura y la “Tibaldo Herrera” de la UNIHC.